# Старый Кузлук
Старый Кузлук — деревня в Сюмсинском районе Удмуртской республики.

## География
Находится в западной части Удмуртии на расстоянии приблизительно 24 км на северо-запад по прямой от районного центра села Сюмси.

## История
Известна с 1747 года как деревня Воджа Шудья. В 1802 году 12 дворов, в 1873 — 22, в 1893 — 37, в 1905 — 46, в 1926 — 77. До 2021 года входила в состав Гуринского сельского поселения.

## Население
Постоянное население составляло: 149 мужчин (1747), 37 (1802), 170 человек (1873), 212 (1893), все русские, 240 (1905), 378 (1926)
, 19 в 2002 году (русские 100 %), 5 в 2012.